# Falkon (imię)
Falkon – imię męskie pochodzenia germańskiego, oznaczające "szlachetność, brawurę, inteligencję".
Falkon imieniny obchodzi:
- 20 lutego, jako wspomnienie św. Falkona (zm. 512), biskupa Maastricht,
- 9 sierpnia, jako wspomnienie św. Falka (Falkona) pustelnika z XIII wieku.